# Anton Salomon
Anton Salomon (1717, Rumburk – 6. června 1793, Rumburk) byl rakouský průmyslník a mecenáš, jeden z průkopníků severočeského textilního průmyslu.

## Život
Anton Salomon, zv. rumburský Salomon (Salomon der Rumburger), se narodil v severočeském Rumburku v roce 1717 jako syn chudého tkalce. Když bylo Salomonovi 6 let, zemřel mu otec a matka ho naučila to jediné, co uměla, totiž navíjet cívky a přízi. Ve dvanácti letech odešel do učení k jednomu tkalci do sousedního Jiříkova a začal se sám živit. V šestnácti letech se vydal na vandr do Vídně, na Moravu, kde zejména pobyt v Olomouci ovlivnil jeho tkalcovskou specializaci. Potom se vrátil do Rumburka, do otcovského domu. Svoje dědictví, které činilo celkem 400 zl., investoval Salomon do obchodu s plátnem, přičemž se ihned zapojil mezi ostatní žitavské obchodníky a faktory. V roce 1746 vyhořel dům, který Salomon zdědil po otci, to však již zdárný vývoj jeho obchodní kariéry nezvrátilo. V roce 1750 se zúčastnil veletrhu v Lipsku, kde se seznámil s Angličanem Henrym Franklinem, kterého přiměl k záměru založit v Rumburku velký anglický obchod. Kolem roku 1753 již začal Salomon budovat síť konexí a vazeb na státní správu, jejímž výsledkem bylo založení vlastní firmy.

## Firma K. k. privilegirte Garn- und Leinwandhandlung in Rumburg
V roce 1755 založil Anton Salomon s lužickými obchodníky s plátnem Ruprechtem a Feuerleinem první textilní firmu v Rumburku, za kterou nestál anglický kapitál. Společný podnik sdružoval produkci rumburských tkalců a velkoobchod. Kníže Lichtenstein dal tehdy rozšířit "velké anglické bělidlo", které zbylo po manufaktuře Roberta Allasona, objednal také potřebné vnitřní zařízení. Když Ruprecht, který byl pod ochranou hraběte Kinského, přeložil svůj obchod na jeho sloupské panství, byla firma přejmenována na Feuerlein, Salomon u. Comp. V roce 1762 zřídil Salomon novou samostatnou firmu Salomon in Rumburg, která se zaměřovala zejména na zahraniční zákazníky. V roce 1764 byl Salomon, který zprostředkoval obživu mnoha obyvatelům města, zvolen rumburským starostou. Za tři roky v tomto úřadu nechal na vlastní náklady vystavět školu, opravit silnice, zřídit alej na hřbitově atd. Zároveň se věnoval exportu textilního zboží svého podniku. V roce 1775 byl v souvislosti s nevolnickým povstáním potrestán 14 dny v šatlavě za své stížnosti proti dávkám požadovaným vrchností. Anton Salomon zemřel 6. června 1793 v Rumburku. Textilní výrobky jeho firmy byly celosvětově proslulé. Na obchodech Habsburské monarchie často visel štít s nápisem "Zum Rumburger" se zobrazenou postavičkou muže s třírohým kloboukem, bílou kravatou, černým frakem a kalhotami ke kolenům, bílými punčochami a botami se stříbrnými přezkami. Tento obraz se podobal samotnému Salomonovi, jednomu z průkopníků severočeského textilního průmyslu.